# Jesús Espigares Mira
Jesús Espigares Mira (La Herradura, Granada, España; 1946) fue el primer español y el primer hispanohablante en dirigir la Interpol. Ostentó el cargo de presidente de la Organización Internacional de Policía Criminal entre los años 2000 y 2004.

## Biografía
Nació en La Herradura, provincia de Granada, en 1946. Se licenció en Derecho y entró a formar parte del cuerpo de policía en 1968. Durante su carrera en el Cuerpo Nacional de Policía fue jefe de la comisaría de Irún (Guipúzcoa), mando de la Brigada Antiterrorista en Barcelona y jefe superior de Policía de Granada (Andalucía oriental). En 1996 fue nombrado comisario general de Policía Judicial.
Espigares fue elegido en la asamblea de Interpol celebrada en El Cairo (Egipto) en 1998 como uno de los delegados europeos en el comité ejecutivo del organismo policial. Dos años después en la asamblea celebrada en Rodas (Grecia) se convirtió en el primer español en dirigir la Interpol en toda su historia al sustituir al japonés Toshinori Kanemoto.